# Vrbovača
Vrbovača (lat. Lentinus tigrinus) je vrsta gljive iz porodice Polyporaceae. Zbog pomalo žilavog mesa, u narodu je poznata još i kao vrbina žilavka.

## Opis
- Šešir je od 2 cm do 10 cm širine, široko zvonastog ili konveksnog oblika, sa istaknutom centralnom depresijom u vidu središnjeg udubljenja.[2] Rub je savijen prema dole, kod mladih plodonosnih tela ravan, dok kod starijih može biti izuvijan i mestimično rascepljen. Bledo do krem je boje, ceo prekriven smeđim krpicama, koje postaju gušće kako se približava centru. Na dodir je suv.
- Himenofor je listast. Listići su gusto zbijeni, spuštaju se niz dršku i nalaze se blizu jedan drugom. Nejednakih su dužia. U pošetku su beličasti, a sazrevanjem plodonosnog tela postaju oker boje.
- Drška je dužine od 2 cm do 4 cm duga, a širine oko 0,2-0.8 cm. Može biti sužena prema vrhu, često zakrivljena, puna, žilava i vlaknasta. Drška je poput šešira tigrasta, odnosno poseduje smeđe krpice, koje se kod starijih primeraka gube. Na dodir je suva. Beličaste je booje i prema vrhu svetlija.
- Meso je belo i na dodir ne menja boju. Tanko je, elastično i kod mladih jedinki se lako kida. Kod zrelih plodonopsnih tela je žilavo i nešto tvrđe. Nema karakterističan miris i ukus.
- Spore su dimenzija  5–7 x 2–3.5 µm. Manje ili više su eliptične i glatke.
- Otisak Spora je bele boje. [3]

## Jestivost
Jestiva su samo mlada plodonosna tela. Zbog žilavog mesa, koristi se samo termički obrađena ili sušena, u vidu začina. Poseduje blag ukus.

## Ekologija
Saprotrofna je vrsta na deblima ili panjevima.

## Rasprostranjenost i stanište
Široko je rasprostranjena vrsta, pogotovu u područjima sa toplijom klimom. Najčešće se može naći na obolelim deblima ili panjevima listopadnog drveća poput vrbe, topole ili bukve. Plodonosi u grupama, plavnim šumama. Može se naći od  kasnog proleća do jeseni.

## Mogućnost zamene
Neolentinus lepideus (Fr.) Redhead & Ginns je veoma slična vrbovači, zbog tigrastog šešira. Takođe raste na panjevima i obolelima deblima, ali crnogoričnog drveća. Razlikuju se po tome što Neolentinus lepideus poseduje masivniju dršku i ređe listiće himenofora.